# Knihovna Orientálního ústavu AV ČR
Knihovna je součástí Orientálního ústavu, jehož zřizovatelem je Akademie věd České republiky. Posláním knihovny je shromažďovat, zpracovávat a zpřístupňovat vědecké informace obsažené v rozsáhlém knihovním fondu, zaměřeném na kulturu a dějiny zemí Asie a Afriky v souladu s vědeckým výzkumem Orientálního ústavu.

## Knihovny Orientálního ústavu
Knihovnu Orientálního ústavu tvoří Všeobecná knihovna, čínská Lu Sünova knihovna, Korejská knihovna, Tibetská knihovna a Knihovna Johna Kinga Fairbanka. Celkově obsahují tyto knihovny přes 200 tisíc svazků monografií a sborníků, orientalistických časopisů, rukopisů a starých tisků. Rozsáhlostí fondu patří k největším knihovnám ústavů Akademie věd a k největším orientalistickým knihovnám ve střední Evropě vůbec. Od doby, kdy byla původní budova Orientálního ústavu v Lázeňské ulici na Praze 1 v rámci restitucí po r. 1989 vrácena řádu Maltézských rytířů, sídlí Orientální ústav v Praze 8 – Ládví. Knihovny jsou umístěny ve dvou budovách, Lu Sünova, Korejská, Tibetská knihovna a Knihovna J. K. Fairbanka sídlí společně s Orientálním ústavem v budově Ústavu teorie informace a automatizace , zatímco Všeobecná knihovna sídlí v sousední budově Ústavu informatiky.

### Všeobecná knihovna
Všeobecná knihovna tvoří největší z knihoven Orientálního ústavu. Knihovní fond je zaměřen na kulturu a dějiny zemí Asie a Afriky a součástí fondu je i okolo 200 titulů odborných orientalistických periodik.
Všeobecná knihovna byla budována od počátku vzniku Orientálního ústavu v r. 1929. Zpočátku měla menší počet svazků, před 2. světovou válkou jich bylo pouze 10 tisíc. K velkému rozvoji došlo po r. 1952, kdy byl Orientální ústav začleněn do Československé akademie věd a činnost knihovny byla zajištěna jak finančně, tak personálně. Akvizice knih se orientovala především na Sovětský svaz, Čínskou lidovou republiku a severní Koreu. V této době se proto od Všeobecné knihovny vyčlenily Lu Sünova a Korejská knihovna.

### Lu Sünova knihovna
Čínská Lu Sünova knihovna je druhou největší knihovnou Orientálního ústavu. V současnosti obsahuje zhruba 67 tisíc svazků v čínštině. Základ knihovny představují knihy o moderní čínské literatuře, které představují téměř úplnou sbírku literární tvorby mezi 20.-40. lety 20. stol., dále díla věnované literární kritice a historii. Mimoto obsahuje i prameny ke studiu čínského divadla, čínské lidové slovesnosti a náboženství. Čínská knihovna vznikla v 50. letech díky přátelským vztahům mezi Československem a ČLR a osobním kontaktům tehdejšího předního sinologa a ředitele Orientálního ústavu prof. J. Průška. V současnosti se knihovna snaží doplňovat fond především o současnou knižní produkci.

### Korejská knihovna
Korejská knihovna obsahuje v současné době více než 3,5 tisíce knih v korejštině. Tato knihovna byla založena roku 1958, kdy Orientální ústav dostal darem několik set knih a periodik od Akademie věd KLDR. Většina těchto knih byla vydána v 50. letech 20. stol. Většinu přírůstků korejská knihovna získala výměnou s Akademií věd KLDR nebo jako dar, avšak mnohdy v duplikátech nebo v multiplikátech, které pak byly často vyměňovány s koreanistickými institucemi západní Evropy za monografie publikované v Korejské republice. Od 60. let knihovna získala i jihokorejské publikace, především díky darům různých jihokorejských nadací.

### Tibetská knihovna
Tibetská knihovna byla založena v r. 1958, kdy byla zakoupena kompletní sbírka tibetského buddhistického kánonu Kandžur a Tandžur, vytištěných v klášteře v Derge z dřevěných matic, pocházejících z pol. 18. stol. Další částí fondu je sbírka tibetských rukopisů a xylografů. Součástí fondu je i sbírka tibetských a tibetsko-čínských novin, vydávaných v Číně v 50. letech.

### Fairbankova knihovna
Fairbankova knihovna obsahuje 1600 svazků anglicky psané literatury o Číně, které knihovně odkázal profesor historie na Harvardově univerzitě a zakladatel čínských historických studií v USA J. K. Fairbank (1907-1991). Knihovna byla otevřena v listopadu r. 1994.

## Katalogy a databáze
Přírůstky Všeobecné knihovny získané od r. 1991 a okolo 1000 titulů Lu Sünovy knihovny získaných po r. 2000, jsou zaznamenány v elektronickém katalogu, který na svých webových stránkách poskytuje Knihovna Akademie věd ČR v rámci souborného katalogu knihoven všech ústavů. Knihovna Orientálního ústavu přispívá také do Souborného katalogu ČR, který je přístupný na webu Národní knihovny. Tento katalog obsahuje také všechny seriály Všeobecné knihovny. Uživatelům je v knihovně přístupný lístkový systematický a předmětový katalog knih, získaných do r. 1991 a lístkový katalog časopisů. Tyto katalogy na digitalizovaných katalogizačních lístcích jsou k dispozici také na webových stránkách Orientálního ústavu a postupně jsou převáděny do elektronického katalogu. Čínská knihovna má klasické lístkové katalogy s českou transkripcí. Od roku 1999 byly tyto katalogy nahrazeny čtvrtletníkem Přírůstky čínské knihovny, který místo české transkripce používá mezinárodní transkripci pchin-jin.

## Poskytované služby
- absenční výpůjčky knih
- prezenční výpůjčky periodik
- meziknihovní výpůjční služby
- samoobslužné kopírování a skenování
- studovna s internetem a Wi-Fi připojením prostřednictvím eduroam
- přístup do vybraných českých i zahraničních licencovaných online databází a informačních portálů

Všeobecná knihovna je pro veřejnost otevřena dvakrát týdně ve středu a pátek, návštěvu ostatních knihoven je třeba si domluvit předem.